# Linyphia alpicola
Linyphia alpicola är en spindelart som beskrevs av van Helsdingen 1969. Linyphia alpicola ingår i släktet Linyphia och familjen täckvävarspindlar. Inga underarter finns listade i Catalogue of Life.